# كارل شابيرو
كارل شابيرو (بالإنجليزية: Carl Shapiro) هو أستاذ جامعي واقتصادي أمريكي، ولد في 20 مارس 1955 في أوستن في الولايات المتحدة.